# Снятинський замок
Снятинський замок — втрачена оборонна споруда у Снятині Івано-Франківської області. 

## Історія
У часи Галицько-волинської держави в східній частині міста Снятина був збудований невеликий (80-90 м), сторожового типу замок. У часи монголо-татарського нападу замок був знищений. Згодом замок відбудували. Михайло Бажанський писав про замок: 
| З тисового дерева, лісів в околицях теперішніх Кут. Він був забезпечений природнім горбом з півдня, де була стрімка недоступна гора, яку по сьогодні звуть Замчищем або Підзамком. В долині пропливала ріка Прут. З півночі, перед Галицьким передмістям, була велика долина, понад верхом якої проведено було оборонну фортецю. З південного заходу Микулинецька гора не дозволяла ворогові ввійти до замку, а на сході перед передмістям Балки були штучні насипи-вали, що тягнулися аж до села Завалля... Такий замок перейшов до рук поляків в 1430 році, багато разів підпалюваний, пограбований, руйнований, спустошений... |
Замок був важливим для польської корони. Будучи на пограниччі, він не раз піддавася нападам та руйнуванням. На середину XV століття снятинський замок мабуть, був спустошений волохами. Михайло «Мужило» Бучацький отримав у 1436 році у заставу від короля староства Снятинське та Коломийське у Руському воєводстві з метою відбудови тих замків.  
У 1480-х роках було споруджено дерев'яний замок.  
Головні завдання замку за весь час існування — арсенал зброї та митний пост на кордоні з Молдавським князівством. 
У 1598 році польський король доручив снятинському старості з усіх купців, котрі вивозять за кордон гроші збирати мито на будову мурованого замку в Снятині.
25 березня 1618 року польський король Сигізмунд III Ваза звільняє мешканців Снятина від всяких обтяжин та податків на вісім років. 
В 1648 році був захоплений військами козацького корпусу Семена Височана. 
У 1656 році снятинський замок було взято загоном карпатських опришків. 
За переписом 1768 року про Снятин зафіксовано таке: 
| замок дерев'яний, офіцина, кухня, брама дерев'яна, довкола паркан на валі, міст через рів оточуючий |
Після приєднання Галичини до Австрійської імперії у 1772 році снятинський замок втратив своє оборонне значення. 
У 1900 році на місці замку збудовано повітове староство. В добу першої світової війни використовувалось у військових цілях.
У час Другої світової війни снятинські євреї переховувалися у підземеллі замку. У радянський період замок був занедбаний та знищений.
Від снятинського замку на даний час залишились тільки підземні лабіринти: недосліджені та майже засипані ґрунтом. У будинку колишнього староства розміщується один з навчальних корпусів Снятинського ліцею «Інтелект». 